# Tatort: Dreimal schwarzer Kater
Dreimal schwarzer Kater, eigentliche Schreibung laut Vorspann 3 × schwarzer Kater, ist ein deutscher Fernsehkrimi von Buddy Giovinazzo aus dem Jahr 2003. Der Film entstand als 543. Folge der Kriminalreihe Tatort.

## Handlung
In Münster wird bei Bauarbeiten ein 500 Jahre altes Skelett entdeckt, das Karl-Friedrich Boerne mithilfe modernster Technik scannen und zusammensetzen will. Das teure PC-Programm, das ein gewisser Dr. Archibald King entwickelt hat, bringt jedoch zunächst nur Boernes Rechner zum Absturz. Daher lässt Boerne King selbst aus Großbritannien anreisen. Zudem haben es Thiel und Boerne kurz darauf mit einer ganz gegenwärtigen Toten zu tun. Die querschnittsgelähmte Lisa Zenker hat sich mit einem Medikamentencocktail das Leben genommen. Gefunden hat die Tote der ehemalige Anwalt Dr. Andreas Weis, der durch eine Unachtsamkeit einst Lisas schwere Behinderung verursachte. Die Ermittlungen, wer Lisa den Todescocktail gegeben hat, erweisen sich als schwierig. Lisas Freunde stellen sich entschlossen hinter deren Entscheidung, zumal sie seit langem sterben wollte. Lisa nahm sich im Frida-Roloff-Haus das Leben, in dem körperbehinderte Menschen leben und zusammenkommen. Das Haus soll in Kürze geschlossen werden, wenn die Gruppe um Katharina Stoll nicht genügend Geld für einen Weiterbetrieb zusammenbekommt. Erstaunlicherweise geht jedoch kurz nach dem Tod Lisas eine fünfstellige Spende auf dem Konto des Hauses ein.
Boerne findet Gefallen an der schlagfertigen Katharina, führt sie zum Essen aus und geht mit ihr joggen. Sie hängt im Rollstuhl den konditionsschwachen Boerne ab. Thiel hat unterdessen einen weiteren Todesfall zu bearbeiten. Weis stirbt beim Brand seines Hauses, doch Boerne kann nachweisen, dass er bereits vor dem Brand tot war. Offensichtlich wurde er erschlagen. Da Lisas alkoholkranker Vater kurz davor Weis bedroht hatte, gilt er als tatverdächtig. Er wird kurze Zeit später verhaftet, als er volltrunken mit einem Gewehr auf Tauben und Autos schießt. Er bricht zusammen und kommt ins Krankenhaus. Nüchtern gesteht er zunächst, seiner Tochter den Medikamentenmix gegeben zu haben. Er weiß auch, dass er am Abend, an dem das Haus brannte, Weis besuchen wollte. Dabei sei ihm eine schwarze Katze entgegengeflogen und er sei umgekehrt. Katharina wiederum war ebenfalls am Tattag bei Weis und berichtet, dass ein Mann erschienen sei, den Weis jedoch in ein Nebenzimmer gebracht habe. Sie habe ihn nicht gesehen, doch habe er sehr markant gehustet.
Boerne und Katharina verbringen weiterhin Zeit miteinander, doch entschuldigt sie sich an einem Abend, wolle sie doch zeitig zu Bett gehen. Boerne holt an diesem Abend King vom Bahnhof ab und ist erstaunt, Katharina im Bahnhof zu sehen. Sie holt einen Umschlag aus einem Schließfach und übergibt diesen Umschlag später Dr. Duge, dem Rechtsanwalt von Weis, den sie jedoch angeblich gar nicht kennt. Später verschickt sie einen weiteren Umschlag und es macht die Ermittler stutzig, dass stets kurz zuvor ein hoher Betrag für das Frida-Roloff-Haus gespendet wurde. Katharina wiederum fällt auf, dass sie von einem unbekannten Mann beschattet wird, den einmal Boerne und einmal Thiel in die Flucht schlagen. Boerne konfrontiert Katharina mit seiner Vermutung, dass die Umschläge erpresserisches Material enthalten. Diese ist empört, dass er ihr nachspioniert. Als sie einen dritten Umschlag in einen Postkasten wirft, fischt Boerne den Umschlag aus dem Kasten, wobei er sogar den Verlust seiner wertvollen Uhr in Kauf nimmt. Im Umschlag, der an einen Richter Offenbruch geht, befindet sich Offenbruchs Ausweis mit einem Passbild von Weis sowie eine Kopie seines ersten juristischen Staatsexamens. Katharina gesteht nun, dass Weis einst für einige Kommilitonen das erste Staatsexamen geschrieben hatte. Weis erpresste diese Kommilitonen, um Geld für das Frida-Roloff-Haus zusammenzubekommen. Der Mann, der Katharina beschattete, war Offenbruch, der schließlich als dritter von vier Erpressten die geforderte Summe überwies.
Der vierte, noch offene Fall ist ein gewisser Günter Müller. Thiel und Boerne suchen nach diesem Mann und finden heraus, dass er einst einen Unfall hatte. Die damaligen Aufnahmen der Computertomographie kann King mit seinem Programm so analysieren, dass ein menschliches Gesicht entsteht. Auf dem so entstandenen Phantombild erkennt Staatsanwältin Wilhelmine Klemm ihren Kollegen Günter Ambrosio. Der wird parallel von Katharina an seinem Husten erkannt und entführt diese daraufhin. Boerne vertraut auf sein Bauchgefühl und findet Katharina und Ambrosio tatsächlich unweit eines Bahndamms, an dem er mit Katharina mehrmals joggen war. Ambrosio droht vor Boerne und Thiel, Katharina zu erstechen, rennt dann jedoch zum Bahndamm, wo er sich vor einen durchfahrenden Zug stellt. Thiel schießt ihm daraufhin ins Bein, worauf er neben die Gleise stürzt und gerettet ist. Ambrosio hat gestanden, dass er am Tattag zu Weis gegangen sei, um ihn von seinem Erpressungsversuch abzubringen. Dabei sei Weis’ schwarzer Kater Mephisto in die Stube gekommen und Ambrosio, der unter einer starken Katzenhaarallergie leidet, warf das Tier hustend aus dem Fenster. Da sei Weis auf ihn losgegangen. Im Gerangel habe Ambrosio ihn gestoßen und Weis sei an den Verletzungen gestorben. Um die Tat zu vertuschen, habe er schließlich das Feuer gelegt. Der Fall ist geklärt und für Katharina hat er sogar sein Gutes: Durch die zahlreichen Gelder kann das Frida-Roloff-Haus gerettet werden.

## Produktion
Die Dreharbeiten zu Dreimal schwarzer Kater fanden in Münster und in Köln statt (die Szenen mit dem Briefkasten wurden in der Plankgasse gedreht). Als Thiel den Bahnhof verlässt, befindet sich links von ihm eine unscharf gefilmte Kirche, dabei handelt es sich um den Kölner Dom. In der Szene, in der Boerne und Katharina Stoll gemeinsam joggen, fährt im Hintergrund ein Kohlezug mit der Aufschrift "Rheinbraun". Somit wurde diese Aufnahme im Rheinischen Braunkohlerevier gefilmt. Das Gleiche gilt auch für die Szene mit Staatsanwalt Ambrosios versuchtem Selbstmord auf den Gleisen der Kohlenbahn. Der Film erlebte am 19. Oktober 2003 auf dem Ersten seine Fernsehpremiere und erreichte eine Einschaltquote von 24 Prozent (8,38 Millionen Zuschauer). Im Jahr 2010 wurde der Film auf DVD veröffentlicht. Es war der dritte Fall der Ermittler Thiel und Boerne.

## Kritik
„Das Spitzenteam entschädigt für Schwächen“, schrieb TV Spielfilm.